# Conseil d'Auburn
Pour les articles homonymes, voir Auburn.
Le conseil de la ville d'Auburn (en anglais : Auburn City Council) est une ancienne zone d'administration locale de l'agglomération de Sydney, située dans l'État de Nouvelle-Galles du Sud en Australie. Il a existé de 1892 à 2016. 

## Géographie
Auburn s'étendait sur 32 km2 à environ à 15 km à l'ouest du centre-ville de Sydney.

### Quartiers
- Auburn
- Berala
- Homebush Bay
- Lidcombe
- Newington
- Regents Park
- Rookwood
- Silverwater
- Wentworth Point

## Population et société
En 2011, sa population était de 80 892 habitants. Auburn comprenait une forte population d'origine chinoise, représentant 9,3 % de la population totale; il a également une forte population musulmane, et plus particulièrement turque, représentant environ 4 % de la population. La mosquée Gallipoli est construite sur le modèle de la grande mosquée d'Istanbul. 
Le quartier d'Homebush Bay a été l'emplacement des principaux sites des Jeux olympiques d'été de l'an 2000. 

## Histoire
Le borough d'Auburn est créé le 19 février 1892 et devient municipalité d'Auburn. Enfin en 1993, il prend le nom de conseil d'Auburn.
Le 10 février 2016, le conseil municipal d'Auburn est suspendu par le ministre des collectivités locales et un administrateur est nommé. Une enquête publique est ouverte sur les allégations de « conseillers ayant abusé de leurs positions ». Le 12 mai suivant, dans le cadre d'un programme de réforme du l'administration locale du gouvernement de l'État de Nouvelle-Galles du Sud, le conseil d'Auburn est dissous. La plus grande partie d'Auburn et d'Holroyd, ainsi qu'une petite partie de Parramatta sont fusionnées pour former une nouvelle zone d'administration locale, le conseil de Cumberland. Le reste de la zone du conseil d'Auburn est rattachée à la ville de Parramatta.

## Lien externe

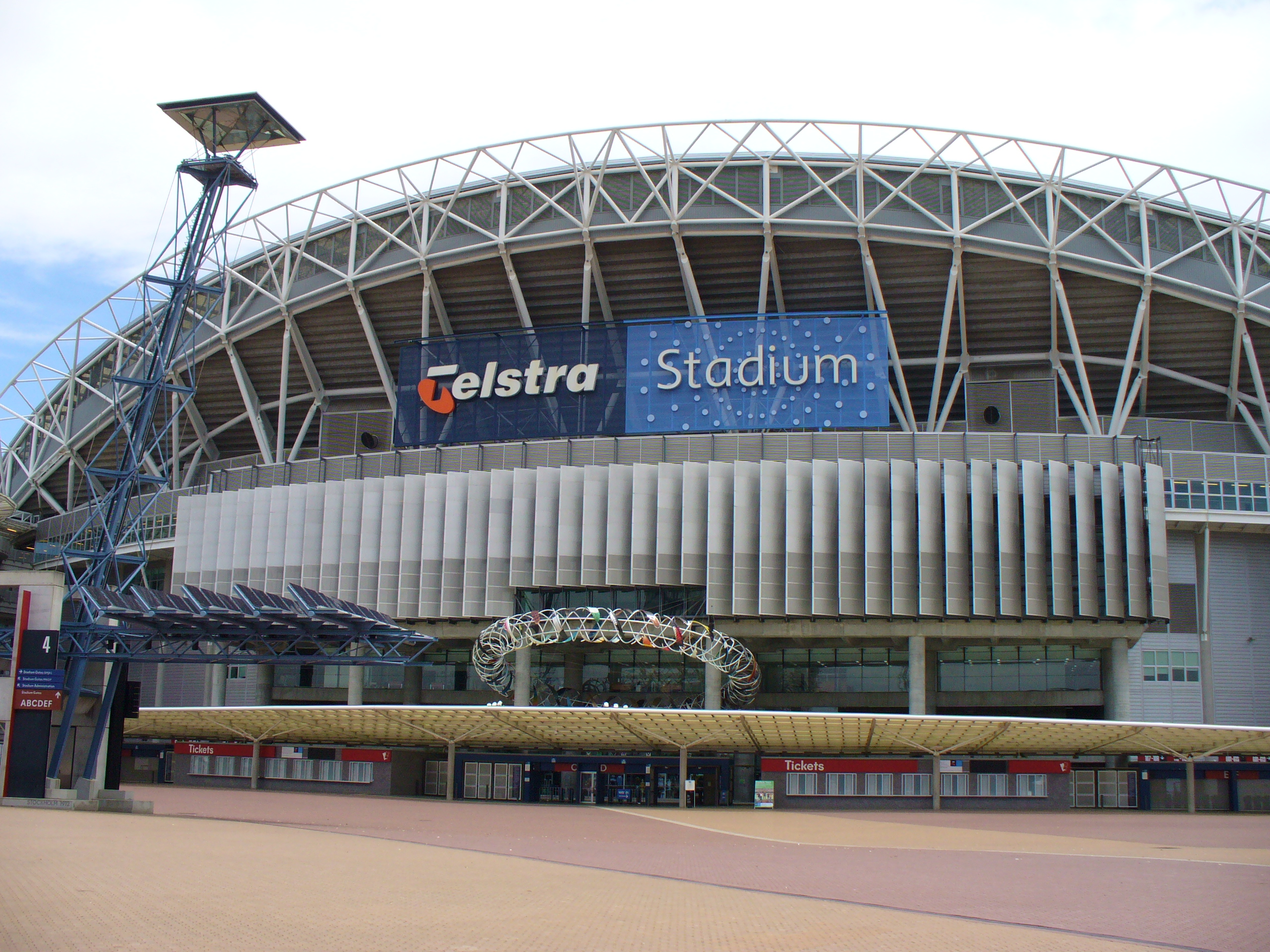
Le stade des Jeux olympiques de Sydney.